# Malakula
Malakula je drugi po veličini otok u Vanuatuu. Nalazi se u pokrajini Malampa.

## Zemljopis
Od otoka Espiritu Santo i Malo ga dijeli tjesnac Bougainville, kojem je 1768. ime dao Louis Antoine de Bougainville. Lakatoro, glavni grad pokrajine Malampa, smješten je na sjeveroistočnoj obali ovog otoka i najveće je naselje na otoku. Na sjeveroistočnoj strani otoka nalazi se skupina otoka zvana Mali otoci, redom od sjevera prema jugu Vao, Atchin, Wala, Rano, Norsup, Uripiv i Uri. Na jugozapadnoj obali nalazi se otok Tomman, na jugu Akhamb, a na jugoistoku nalaze se otoci Maskelynes, a među njima Sakao i Uluveo.
Najviši vrh otoka je Mount Liambele (879 metara).
Površina otoka iznosi 2041 km².

## Povijest
Otok je otkrila španjolska ekspedicija iz 1606. koju je vodio Pedro Fernández de Quirós.
Tijekom 1914. i 1915. britanski antropolog John Layard živio je na otoku uzimajući antropološke bilješke kao i fonografske i fotografske zapise tijekom svog terenskog rada. Po povratku u Britaniju, poklonio je kopije više od 400 fotografija na pločama Muzeju arheologije i antropologije Sveučilišta u Cambridgeu.

## Stanovništvo
2010. godine otok je imao oko 25.000 stanovnika. Najveće naselje na otoku i sjedište pokrajine je Lakatoro.